# Tokyo Challenger 1981
Il Tokyo Challenger 1981 è stato un torneo di tennis facente parte della categoria ATP Challenger Series nell'ambito dell'ATP Challenger Series 1981. Il torneo si è giocato a Tokyo in Giappone dal 20 al 27 aprile 1981 su campi in terra rossa.

## Vincitori

### Singolare
John Fitzgerald ha battuto in finale  Roland Stadler con il punteggio di 6–2, 6–3

### Doppio
John Fitzgerald /  Wayne Pascoe hanno battuto in finale  Cliff Letcher /  Warren Maher con il punteggio di 6–1, 7–6